# 內格萊氏法則
內格萊氏法則（英語：Naegele's rule）是計算預產期的標準方法，由德國產科醫生法藍瓷·卡爾·內格萊（Franz Karl Naegele）發明，因而得名。

## 計算方法
計算方法是根據女性最後月經週期的第一天，加上一年，減三個月，加上七天。因此，一般來說，預產期大約40個星期，若從授精開始，則為38個星期。

## 假設
這個計算方法有一些假設。

### 平均月經週期
它假設月經週期為28天，而排卵和受精在第14天發生。如果排卵和受精在這個日子前後發生，或者月經週期不規則，計算方法便會不大準確。有些女士在懷孕初期會有疑似流產的出血現象，或會被當作月經而計算錯誤。另外，大約10%至45%的懷孕婦女不清楚最後一次月經週期在何時發生。

### 曆法
根據公曆，它假設每個月的長度剛剛超越30日（即365日/12= 30.416日）。由於公曆，月份長度不一，導致偏差大約為3日。

### 其他方面
懷孕前的12次月經週期都是28天到30天，而且不使用口服避孕丸。最後一次月經必須要正常。

## 延伸閱讀
- （法文） Pascal Adalian, Marie-Dominique Piercecchi-Marti, Brigitte Bourlière-Najean, Michel Panuel, Georges Leonetti, Olivier Dutour, « Nouvelle formule de détermination de l’âge d’un fœtus », dans Comptes Rendus Biologies, vol. 325,n° 3, p. 261-269, mars 2002.
- （法文） Joseph Haddad, Médecine foetale et néonatale.（約瑟夫·哈達，《胎兒和新生兒醫學》）
- （德文） Franz Karl Naegele, Lehrbuch der Geburtshilfe, 1830.（法藍瓷·卡爾·內格萊，《婦產科教科書》，1830年）
- （英文） Tao Le, Vikas Bhushan, First Aid for the USMLE Step 2 CK, éd. McGraw-Hill, New York, 2006.
- （英文） R. M. Parikh,  « Parikh’s formula to minimize errors in calculating expected date of delivery », dans Med. Hypotheses, vol. 68, n° 4, p. 928, 2007.
- （英文） « Clinical Management of Post-term Pregnancy », dans ACOG Practice Bulletin, n° 55.
- （波兰語） Grzegorz H. Bręborowicz, Położnictwo i ginekologia, Wydawnictwo Lekarskie PZWL, Varsovie, 2007 ISBN 978-83-200-3539-1.

## 外部連結
- Rechner bei www.med.at（拜耳奧地利Ges.m.b.H.）
- Rechner bei www.sanftegeburt.eu（hebammenpraxis-lohne.de）
- 內格萊氏法則計算機 （页面存档备份，存于）